# USS Charger (CVE-30)
L'USS Charger (CVE-30) est un porte-avions d'escorte de la marine américaine construit au début de la Seconde Guerre mondiale. À l'origine conçu pour être prêté au Royaume-Uni comme les trois autres unités de sa classe, il est finalement réquisitionné par l'US Navy. Il participe à l'entraînement des pilotes de l'aéronavale dans la baie de Chesapeake durant la guerre, avant d'être revendu comme navire marchand à la fin du conflit.